# Johnnie Tolan
Johnnie Tolan (n. 22 octombrie 1917 – d. 6 iunie 1986) a fost un pilot american de Formula 1 care a evoluat în Campionatul Mondial între anii 1956 și 1958.